# Forsåns maders naturreservat
Forsåns maders naturreservat är ett naturreservat i Lindesbergs kommun i Örebro län.
Området är naturskyddat sedan 2020 och är 64 hektar stort. Reservatet ligger nordost om Norra Allmänningbo och består av delar av vattendraget Forsån med omgivande strandängar. Dessa så kallade mader utgör en del av våtmarksområdet Bråtmossen, som fortsätter över länsgränsen och ingår där i naturreservatet Forsån.